# Matka Boża z La Salette

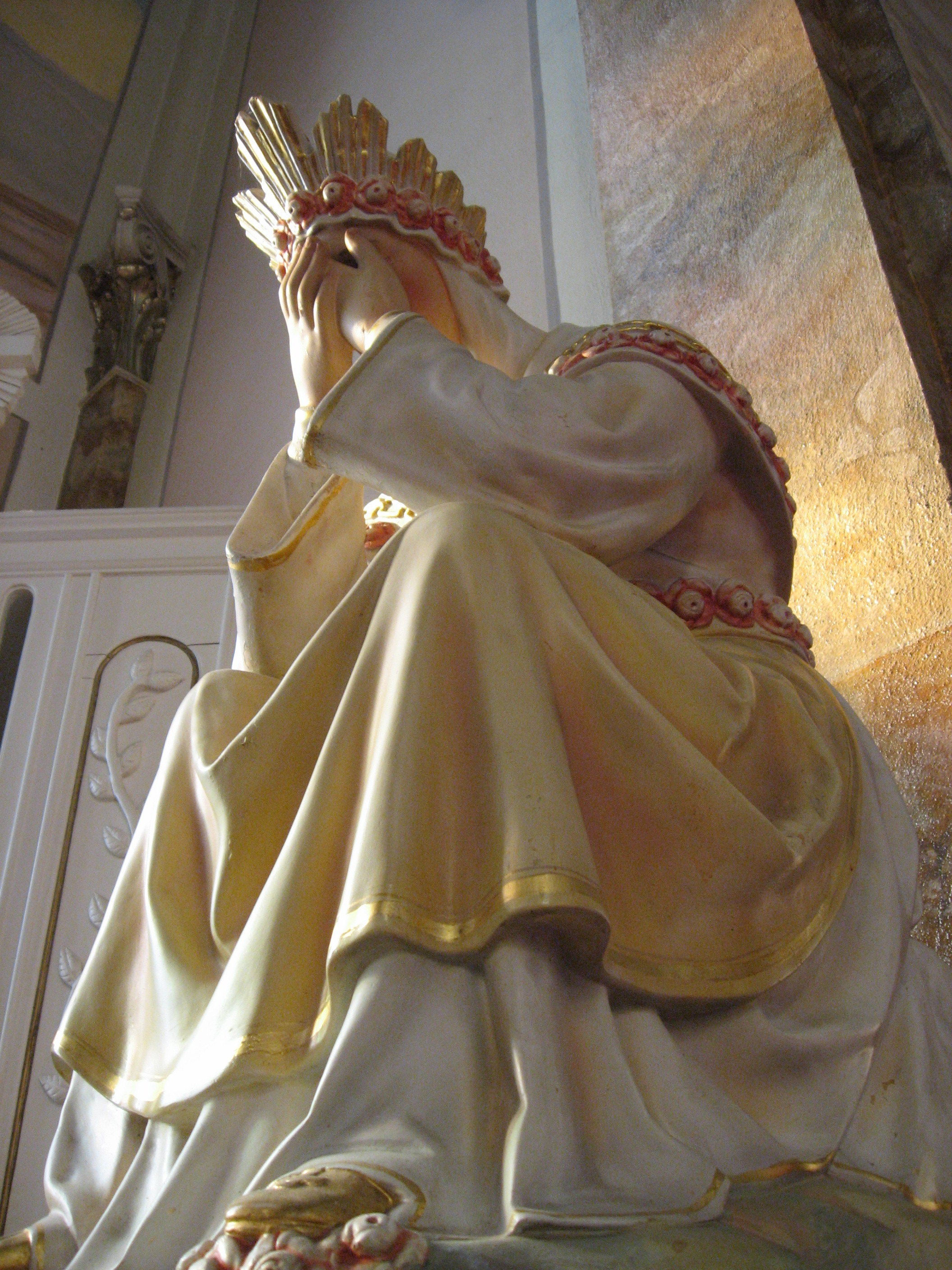
Matka Boża Płacząca

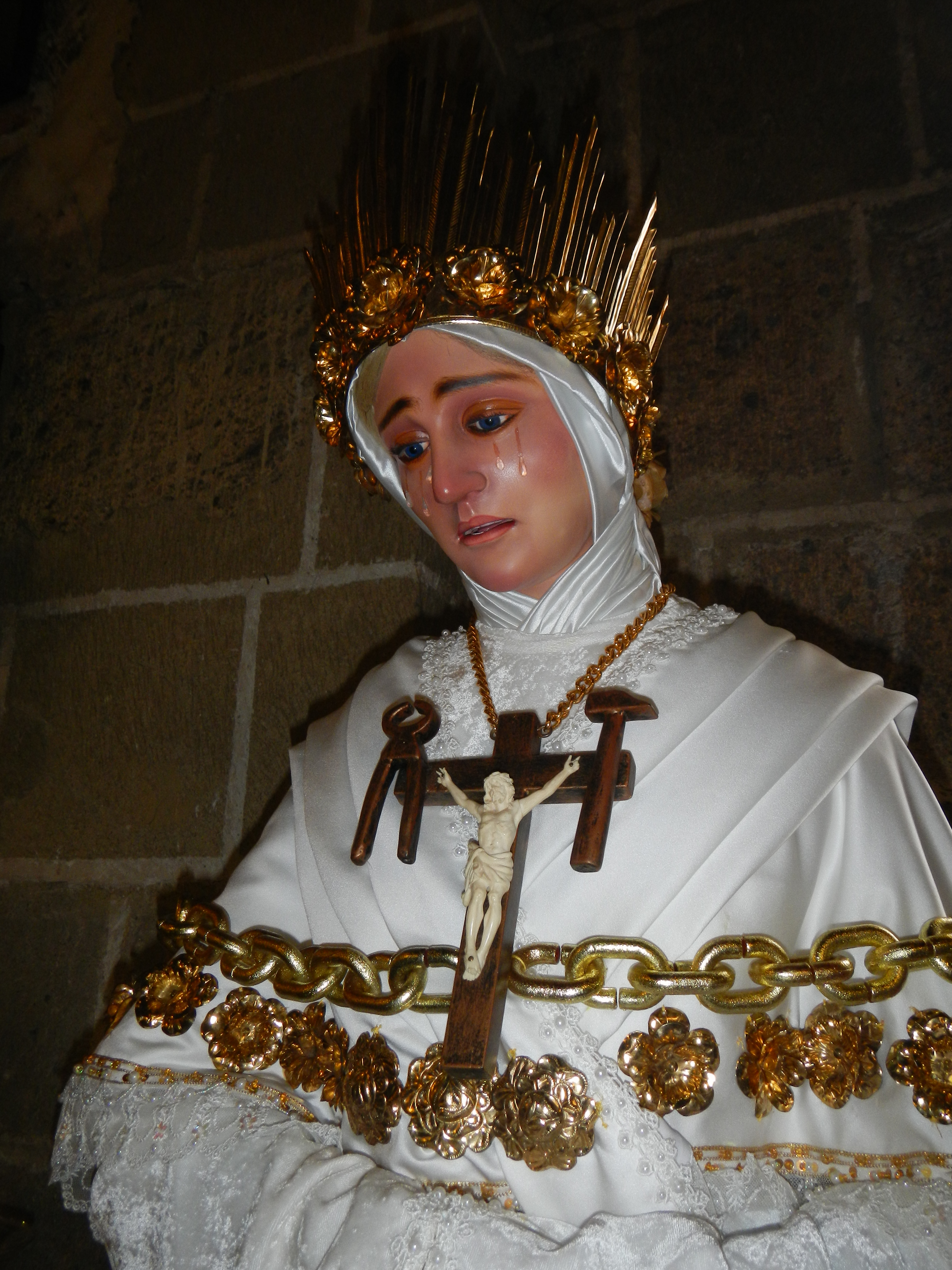
Matka Boża z La Salette

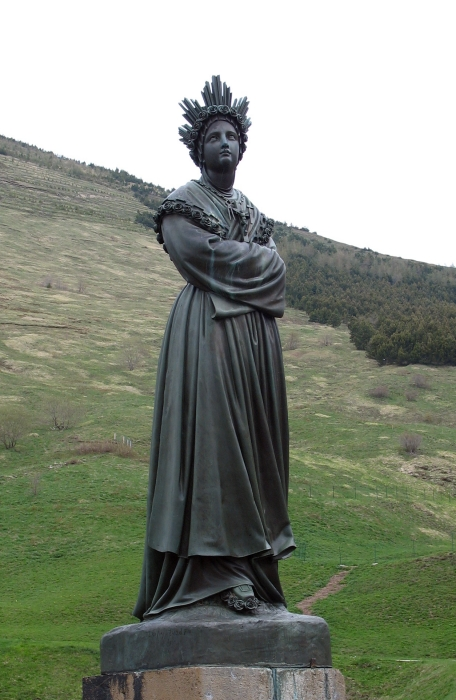
Posąg Pięknej Pani z La Salette

Matka Boża z La Salette – katolicki tytuł Maryi, Matki Jezusa Chrystusa, związany z objawieniem maryjnym we francuskim mieście La Salette 19 września 1846 roku.

## Objawienie

### Miejsce objawienia
Miejsce objawienia La Salette znajduje się na granicy pomiędzy departamentami Isere i Wysokich Alp, na zboczach górskiego masywu Pelvoux i położone jest na wysokości 1800 m na płaskowzgórzu Sous-les-Baisses. Należy do wioski La Salette. Według spisu z 1975 r. liczba mieszkańców wioski La Salette wynosiła 79 osób. Z wioski prowadziła tam wówczas droga dostępna tylko dla mułów. Sama wioska leży na terenie dekanatu Corps – miasteczka oddalonego o 15 km, do którego wiodła jedyna droga. Do Grenoble, siedziby diecezji Grenoble-Vienne, jest około 80 km.

## Orędzie
Matka Boża miała się ukazać jeden jedyny raz dnia 19 września 1846 roku dwojgu biednym dzieciom: 15-letniej Melanii Calvat i 11-letniemu Maksyminowi Giraud, przekazując im swoje orędzie.

W miejscu gdzie wcześniej spały na kamieniu, ujrzały światło w kształcie kuli. Melania pierwsza ujrzała wielką jasność i powiedziała do Maksymina: Maksyminie, chodź, zobacz, jaka światłość. Maksymin podszedł w kierunku Melanii. Wówczas dzieci zobaczyły kobietę siedzącą wewnątrz niezwykle jasnej kuli, tuż przy małym źródle. Twarz miała zakrytą dłońmi i płakała. Na widok niezwykłego zjawiska dzieci przestraszyły się. Melania wypuściła z ręki swój kij pasterski, a Maksymin powiedział: Chodź, trzymaj swój kij, ja trzymam swój. A jakby to „coś” chciało nam coś złego zrobić, to damy mu porządnego szturchańca.
Ta Piękna Pani podniosła się, skrzyżowała swe ramiona i powiedziała do pastuszków:
Zbliżcie się, moje dzieci, nie bójcie, przyszłam oznajmić wam wielką nowinę.
Wówczas dzieci przestały się lękać i podeszły bliżej. Piękna Pani, bo tak nazwały ją dzieci, zrobiła również kilka kroków i podeszła do nich tak, blisko, że nikt nie mógłby przejść pomiędzy Nią a pastuszkami. Mówiła do nich dalej:
Jeżeli mój lud nie zechce się poddać, będę zmuszona puścić ramię Mojego Syna. Jest ono tak mocne i tak ciężkie, że nie zdołam go dłużej podtrzymać. Od jak dawna już cierpię za was. Chcąc, by Mój Syn was nie opuścił, jestem zmuszona ustawicznie Go o to prosić, a wy sobie nic z tego nie robicie. Choćbyście nie wiem jak się modlili i nie wiem, co czynili, nigdy nie zdołacie wynagrodzić trudu, którego się dla was podjęłam. Dałam wam sześć dni do pracy, siódmy zastrzegłam sobie i nie chcą mi go przyznać. To właśnie czyni tak ciężkie ramię Mego Syna. Woźnice przeklinając wymawiają Imię Mego Syna. Te dwie rzeczy tak bardzo obciążają ramię Mojego Syna. Jeżeli zbiory się psują, to tylko z waszej winy. Pokazałam wam to zeszłego roku na ziemniakach, ale nic sobie z tego nie robicie. Przeciwnie, znajdując zepsute ziemniaki, przeklinacie, wymawiając wśród przekleństw Imię Mojego Syna. Będą się one psuły nadal, a tego roku na Boże Narodzenie nie będzie ich wcale.
Aż do tej chwili Piękna Pani mówiła po francusku. Dzieci zaś pochodziły z ubogiej wioski, nie chodziły do szkoły i nie rozumiały języka francuskiego. Maksimin znał tylko kilka słów w tym języku. Melania prawie żadnego. Gdy dziewczynka chciała zapytać chłopca, co to wszystko znaczy, Piękna Pani przerwała jej, mówiąc:
Ach, moje dzieci, wy nie rozumiecie po francusku, zaraz wam to powiem inaczej.
Od tej chwili Piękna Pani mówiła w narzeczu języka oksytańskiego z okolic Corps:
Jeżeli macie zboże, nie trzeba go zasiewać, bo wszystko, co posiejecie, zjedzą robaki. A jeżeli coś wyrośnie, obróci się w proch przy młóceniu. Nastanie wielki głód, lecz zanim to nastąpi, dzieci poniżej lat siedmiu będą dostawały dreszczy i będą umierać na rękach trzymających je osób. Inne będą cierpieć z powodu głodu. Orzechy się zepsują, a winogrona zgniją.
Następnie Piękna Pani przerwała na chwilę wygłaszanie Orędzia i w tym czasie powierzyła każdemu z dzieci tajemnicę w języku francuskim, a potem mówiła dalej w narzeczu:
Jeżeli się nawrócą, kamienie i skały zamienią się w sterty zboża, a ziemniaki same się zasadzą.
– Czy dobrze się modlicie, moje dzieci?
– Nie, proszę Pani, nie bardzo – dzieci odpowiedziały szczerze.
Ach, moje dzieci, trzeba się dobrze modlić, rano i wieczorem. Jeżeli nie macie czasu, odmawiajcie przynajmniej Ojcze Nasz i Zdrowaś Maryjo, a jeżeli będziecie mogły, módlcie się więcej. Na Mszę świętą chodzi zaledwie kilka starszych niewiast. Inni pracują w niedzielę przez całe lato, a w zimie, gdy nie wiedzą, czym się zająć, idą na Mszę świętą jedynie po to, by drwić z religii. W czasie Wielkiego Postu chodzą do rzeźni jak psy.
Przed zakończeniem swego Orędzia Piękna Pani przypomniała jeszcze Maksyminowi pewien szczegół z jego życia, o którym nikt nie mógł wiedzieć.
– Moje dzieci, czy widzieliście kiedyś zepsute zboże?
– O nie, proszę Pani – dzieci odpowiedziały bez zastanowienia.
– Lecz ty, moje dziecko – powiedziała do Maksymina – musiałeś je widzieć ze swoim ojcem, pewnego razu w okolicy Coin. Właściciel pola powiedział wówczas do twego ojca Chodźcie zobaczyć, jak moje zboże się psuje. Poszliście razem. Twój ojciec wziął dwa lub trzy kłosy w dłonie, pokruszył je i wszystko obróciło się w proch. Wracaliście później do domu. Kiedy byliście około godziny drogi od Corps, ojciec dał ci kawałek chleba, mówiąc: Masz dziecko, jedz jeszcze chleb w tym roku, bo nie wiem, czy kto będzie go jadł w roku przyszłym, jeżeli zboże będzie się tak psuło.
Maksymin odpowiedział: Rzeczywiście tak było, proszę Pani, przed chwilą o tym nie pamiętałem.. Piękna Pani kończąc swoje Orędzie powiedziała:
A więc, moje dzieci, ogłoście to całemu mojemu ludowi!.
Po czym Piękna Pani poszła w stronę wzniesienia, z którego przed chwilą zbiegły dzieci. Przeszła przez potok Sezia i nie odwracając się powtórzyła jeszcze raz:
A więc, moje dzieci, przekażcie to całemu mojemu ludowi!.
Następnie przesunęła się około trzydziestu kroków w stronę małego wzniesienia. Gdy szła, Jej stopy dotykały zaledwie końców trawy. Dzieci podążały za Nią prawie do miejsca, w którym zobaczyły poprzednio krowy. Piękna Pani uniosła się do góry na wysokość około półtora metra. Po chwili Jej postać zaczęła powoli znikać. Najpierw głowa, ramiona, potem reszta ciała. Wydawała się rozpływać w świetle. Maksymin próbował złapać różę zdobiącą Jej buty, ale jego dłoń pozostała pusta. Gdy światło znikło, Melania ośmieliła się powiedzieć głośno: To musiała być jakaś wielka święta. Gdybyśmy o tym wiedzieli, to poprosilibyśmy, żeby zabrała nas z sobą – odpowiedział Maksymin.
Dzieci były bardzo szczęśliwe: opowiedziały sobie o tym, co zobaczyły i dalej pilnowały krów. Tak oto dzieci opisały postać Pięknej Pani: była wysoka i cała w świetle. Miała białą suknię, a na niej błyszczący, żółty fartuch. Buty Jej były białe, otoczone barwnymi różami, podobnymi do tych, które okalały Jej koronę, talię i ramiona. Na ramionach miała płaski i szeroki łańcuch. Na szyi zaś łańcuch węższy, na którym zawieszony był krzyż z rozpiętym na nim Jezusem Chrystusem. Po jednej stronie krzyża był młotek, po drugiej obcęgi. Twarz Pięknej Pani była przeniknięta światłem. Ja dobrze widziałam płynące z Jej oczu łzy – wyznała Melania – one płynęły i płynęły. Dzieci nie miały pojęcia o tym, że w dniu, w którym widziały Piękną Panią we łzach, Kościół czcił w tym czasie Maryję jako Matkę Bolesną: Wszyscy, co drogą zdążacie, przyjrzyjcie się, patrzcie, czy jest boleść podobna do niej, co mnie przytłacza (LM 1, 121).
Warto odnotować fakt, że dzieci, które miały problem z zapamiętaniem nawet krótkiej modlitwy, bardzo dobrze zapamiętały cały tekst Orędzia i powierzone im w języku francuskim tajemnice.
Dopiero wieczorem, po zapędzeniu krów, pastuszkowie mogli opowiedzieć o tym wydarzeniu. Przysiółek Ablandins był poruszony: nazajutrz nowina obiegła całą wieś. Na drugi dzień po tym wielkim wydarzeniu gospodarze Melanii i Maksymina, Jean Baptista Pra (1819-1881) i Pierre Selme (1792–1849), oraz ich sąsiad Jean Moussier (1828–1899) spisali słowa Najświętszej Maryi Panny pod dyktando Melanii. Nic odtąd nie będzie w stanie obalić tego pierwszego dokumentu.
Jednakże dzieci musiały stawiać czoła ciekawskim, intrygantom i kpiarzom. Pastuszkowie nieustanie omijając pułapki, które na nich wciąż zastawiano, okazali się niewrażliwi na pokusy korupcji. Maksymin i Melania wciąż powtarzali dziennikarzom i pielgrzymom, co widzieli i słyszeli na górze objawienia. Komisja, której przewodniczył biskup Grenoble, stwierdziła, że: Dzieci nie zostały oszukane ani nie są oszustami.

## Przesłanie Orędzia
Treścią Orędzia z la Salette było wezwanie ludzi do pokuty i powrotu do Boga, zapowiedź kar Bożych dla grzeszników i obietnica obfitych łask w wypadku nawrócenia. Piękna Pani wykorzystała w swojej mowie wydarzenia dotyczące życia mieszkańców tej górskiej krainy. Sytuacja rodzin zamieszkałych okolice wioski La Salette oraz miasteczka Corps była bardzo trudna. Ludzie żyli w niedostatku i zmagali się z wielkimi trudnościami, które jeszcze powiększały klęski nieurodzaju. Sytuacja ta wpłynęła także na ich życie moralne i religijne. Dlatego Piękna Pani w przekazanym Orędziu napiętnowała niewypełnianie obowiązku uczestnictwa w coniedzielnej Eucharystii, naruszenie świątecznego odpoczynku, zaniedbanie codziennej modlitwy, a także wypomina wypowiadane bluźnierstwa i przekleństwa oraz niezachowanie nakazanych postów. W dalszej części swego Orędzia zapowiada wielki głód, klęski nieurodzajów, śmierć małych dzieci na rękach bezsilnych matek.
To Orędzie z La Salette dotykało egzystencjalnych problemów, z jakimi borykali się ówcześni ludzie. Dlatego łatwiej mogło dotrzeć do ich umysłów i serc. Piękna Pani nie tylko napominała i ostrzegała, ale także wskazywała drogę wyjścia z tych problemów. Tą drogą było podjęcie wezwania do pokuty i nawrócenia. Forma przekazu treści Orędzia i znaki objawienia, którymi posługiwała się Piękna Pani wskazują na wielki szacunek wobec ludzkiej wolności, a zarazem na wielką troskę o serce każdego człowieka. Ostatnie słowa, jakie zostały skierowane do dzieci w języku francuskim, zawierały polecenie Maryi, aby to Orędzie przekazały wszystkim ludziom.

## Wydarzenia po objawieniu

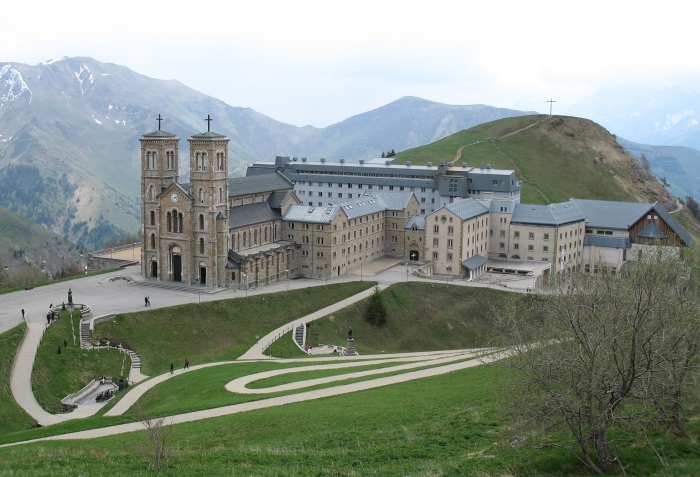
Panorama sanktuarium La Salette

Na miejscu objawienia (ok. 1800 m n.p.m.) wytrysnęło źródło. Płynie ono od dnia objawienia bez przerwy, aż do dziś. Po przeprowadzeniu badań, które polegały m.in. na przesłuchaniu dzieci i weryfikacji ich relacji oraz badaniu wydarzeń wiążących się zwykle z objawieniami (np. nadzwyczajne uzdrowienia), po otrzymaniu zgody papieża, biskup Philibert de Bruillard, ordynariusz diecezji Grenoble ogłosił dnia 19 września 1851 roku, że Objawienie się Najświętszej Maryi Panny dwojgu pastuszkom dnia 19 września 1846 r., na jednej z gór, należących do łańcucha Alp, położonej w parafii La Salette, w dekanacie Corps, posiada w sobie wszystkie cechy prawdziwości i wierni mają uzasadnione podstawy uznać je za niewątpliwe i pewne.
Po 19 września 1846 roku Melania, a później Maksymin, któremu pomagał nawrócony ojciec, ustawili krzyże, aby zaznaczyć miejsce objawienia. Na wiosnę pielgrzymi ustawili 14 tradycyjnych stacji drogi krzyżowej, wytyczając drogę, którą przeszła Piękna Pani po zakończeniu rozmowy z dziećmi. Droga ta, przypominająca kształtem literę „S”, istnieje do dzisiaj i znajduje się w okolicach źródła. Kończy się ona figurą przedstawiającą Maryję wznoszącą się do nieba, z twarzą skierowaną w stronę Rzymu, dla podkreślenia jedności z Kościołem.
Z biegiem lat papieże przyznawali kolejne przywileje, zarówno nabożeństwu do Matki Bożej Saletyńskiej, jak i Sanktuarium w La Salette.

## Księża Saletyni
Księża, którzy pracowali w La Salette, z biegiem czasu założyli Zgromadzenie Misjonarzy Matki Bożej z La Salette oraz Apostolstwo Rodziny Saletyńskiej.